# Apachekolos tenuipes
Apachekolos tenuipes là một loài ruồi trong họ Asilidae. Apachekolos tenuipes được Loew miêu tả năm 1862.